# Robert Maaser
Robert Maaser (nacido el 19 de julio de 1990 en Strausberg) es un actor alemán y múltiple campeón mundial de rueda alemana.

## Vida y carrera
A la edad de nueve años, una de sus hermanas mayores lo introdujo en la gimnasia sobre ruedas y en 2005 participó con éxito en el Campeonato Mundial de Ruedas, donde ganó el título junior en gimnasia recta. En el Mundial de 2007 volvió a ganar cuatro títulos. En 2009 aprobó su diploma de escuela secundaria.
En el año 2010 fue participante de Das Supertalent, pero fue eliminado en las semifinales. De 2011 a 2018 realizó varias sesiones de formación actoral, en la Arturo Drama School de Colonia en 2011 y en Actor's Space Berlin en 2013. En 2013, Maaser participó por primera vez en el Campeonato Mundial de Rueda Cyr y ganó el título. En 2015, interpretó un papel secundario en la película Misión imposible: Nación secreta. En 2017 interpretó al atleta Tim Hayer en Alles was zählt.
Robert Maaser está casado y vive en Berlín.

## Filmografía parcial

### Televisión
- 2014: Gute Zeiten, schlechte Zeiten (1 episodio)
- 2016: Einsatz in Köln – Die Kommissare (1 episodio)
- 2016: Tempel (1 episodio)
- 2017: Alles was zählt (101 episodios)
- 2017: Notruf Hafenkante (1 episodio)
- 2017: Sense8 (2 episodios)
- 2017: You Are Wanted (1 episodio)
- 2018: Alerta Cobra (1 episodio)
- 2019: Colonia Brigada Criminal (1 episodio)
- 2019: Falkenberg – Mord im Internat?
- 2021: Tribes of Europa
- 2021: Der Palast
- 2021: Blutige Anfänger (12 episodios)
- 2021: Schneller als die Angst

### Películas
- 2015: Misión imposible: Nación secreta
- 2015: Kommissar Marthaler – Engel des Todes
- 2016: Allein gegen die Zeit – Der Film
- 2016: Shivaay
- 2016: Tiger Girl
- 2016: Tschiller: Off Duty
- 2016: Unsere Zeit ist jetzt
- 2017: 2Close2U
- 2017: Immigration Game
- 2017: Rettet die Arier!
- 2018: Ronny & Klaid
- 2019: Charlie's Angels
- 2019: 1917
- 2019: Out for Vengeance
- 2019: Perception of Peace
- 2019: The Dare
- 2020: The Match
- 2022: Uncharted
- 2023: Sangre y oro
- 2023: The Machine[6]